# Szentkatolna

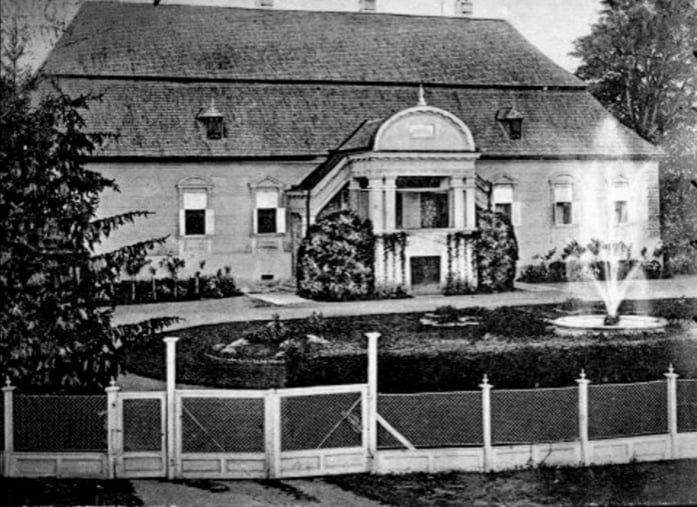
Sinkovits ház

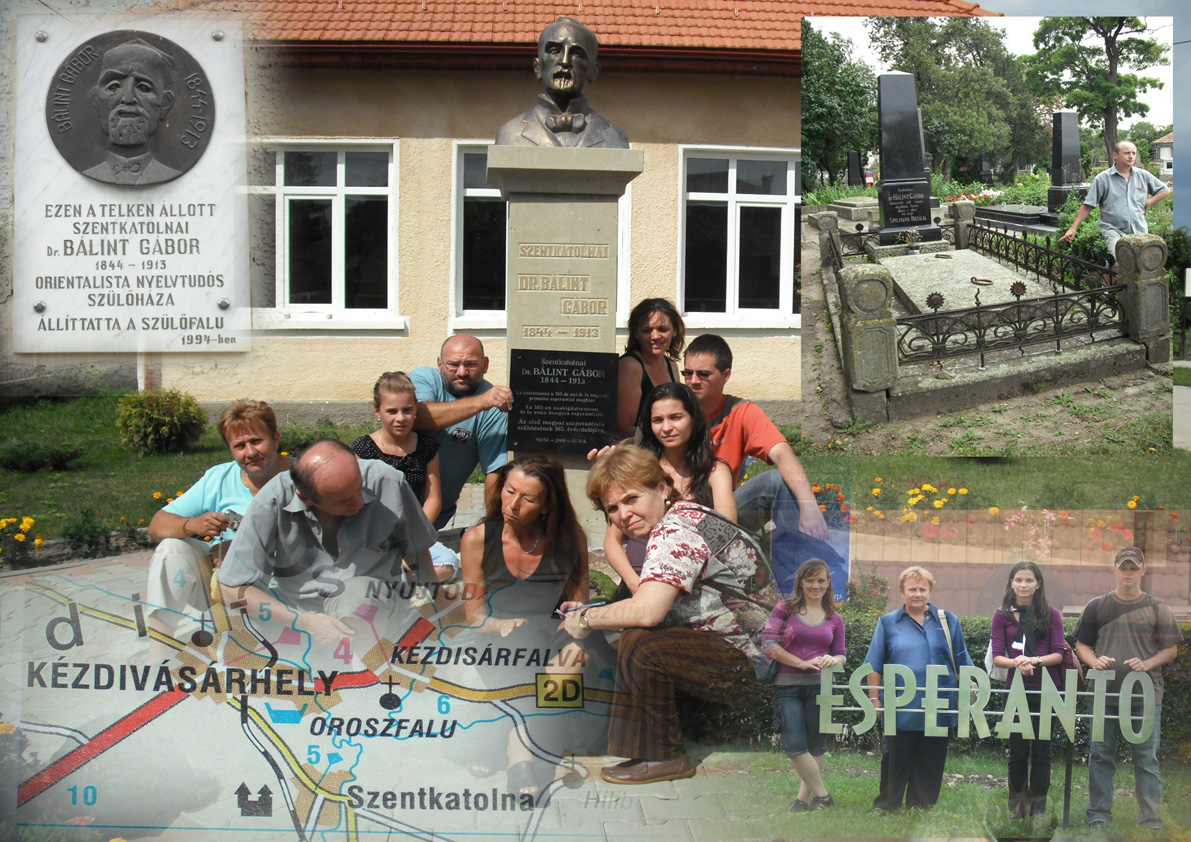
Bálint Gábor emlékhelye szülőfalujában, Szentkatolnán

Szentkatolna (románul: Catalina) falu Romániában, Kovászna megyében, Szentkatolna község központja.

## Földrajz
Kézdivásárhelytől 4 km-re délre a Feketeügy jobb partján fekvő községközpont.

## Történelem
1332-ben Sancta Catherina néven említik először a pápai tizedjegyzékben; nevét középkori temploma védőszentjéről, Szent Katalinról kapta. Régi temploma az 1802. évi földrengésben összeomlott. Mai római katolikus temploma Demény Antal budapesti tanár adományából épült 1815 és 1823 között. A Sinkovits-kúria a 19. század elején épült empire stílusban. A Kühnle-kúria valamivel későbbi neoklasszicista épület.
1910-ben 985 lakosából 978 magyar, 2 román volt. A trianoni békeszerződésig Háromszék vármegye Kézdi járásához tartozott.
Templomát 2016-ban felújították: a belső festés mellett megújult a hangosítás és restaurálták az oltárt és a szószéket.

## Népesség
1992-ben 1435 lakosából 1404 magyar, 27 román volt.

## Személyek
- Itt született a 18. században Cseh Sándor 48-as honvéd alezredes.
- Itt született 1841-ben Bakk Endre kanonok.
- Itt született 1844-ben Bálint Gábor turkológus, az első magyar eszperantista, egyetemi tanár.
- Itt született 1860-ban Sz. Bálint Benedek fametsző, grafikus, iparművész.
- Itt született 1898-ban Luka László pénzügyminiszter.
- Itt született 1944-ben Kovács László fotóriporter.